# جمال قمرة
جمال قمرة ولد في 4 سبتمبر 1961 في جمال، هو مهندس وسياسي تونسي.

## السيرة الذاتية

### الدراسات
جمال قمرة هو مهندس في النقل البحري متخرج من مدرسة البحرية التجارية بسوسة، وهو ومتحصل كذلك على شهادة الماجستير في التصرف في إدارة الموانئ من جامعة أنتويرب (بلجيكا)، وشهادة الهندسة في بناء السفن وأخرى في الإعلامية من جامعة لوفان الكاثوليكية (بلجيكا).

### المسار المهني
اشتغل في العديد من المؤسسات الدولية بأوروبا وأفريقيا الغربية في مجالات الإعلامية والمناجم والاستشارة. وهو كذلك خبير في التدقيق للسلامة المعلوماتية معتمد لدى الوكالة الوطنية للسلامة المعلوماتية ومستشار في الإبداع التكنولوجي.

كان أيضا رئيس المكتب الجهوي للاتحاد التونسي للصناعة والتجارة والصناعات التقليدية في ولاية سوسة.

عمل جمال قمرة في الشركة التونسية للملاحة، وكان رئيس مدير عام هذه الشركة بين 2012 و2013.

### المسار السياسي
أصبح في 13 مارس 2013 يشغل منصب وزير السياحة في حكومة علي العريض، وذلك حتى 29 يناير 2014.

## الحياة الخاصة
جمال قمرة متزوج وأب لأربعة أطفال.